# Adelaer

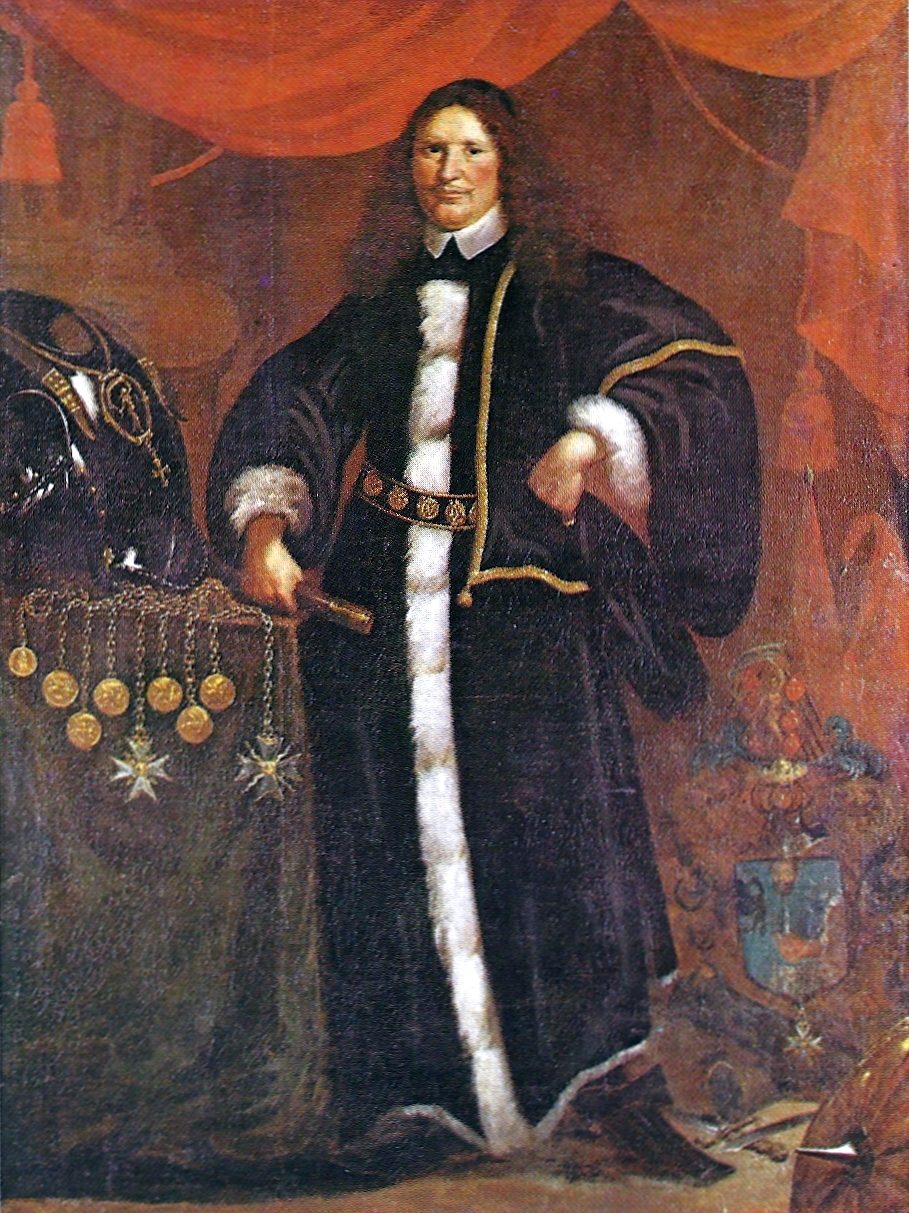
Adelaer

Adelaer – przydomek żeglarza duńskiego Kurta Siverstena, ur. 16 grudnia 1622 w Brevik (Norwegia), zm. 5 listopada 1675 w Kopenhadze. Odznaczył się w służbie holenderskiej i weneckiej pod Dardanelami 13 maja 1654, kiedy otoczony przez 67 galer tureckich, rzucił się z jednym tylko okrętem na nieprzyjaciela, zatapiając piętnaście okrętów i paląc dalszych kilka, zabijając w ten sposób do pięciu tysięcy Turków. Za zwycięstwa w tej kampanii odznaczony przez Wenecjan orderem św. Marka; otrzymał też od nich 1400 dukatów rocznej renty.
W 1661 roku objął dowództwo floty duńskiej, którą przekształcił na wzór holenderskiej.
Przydomek Adelaer ("orzeł") zawdzięczał swoim żeglarskim talentom.